# عبد الجبار العماري
عبد الجبار العماري هو من أوائل الأطباء العراقيون ومن الأطباء العرب البارزيين وكذلك اخيه عبد الستار العماري. ولد عبد الجبار في مدينة العمارة عام 1335هـ /1917م، وإليها ينتسب حيث كان والده عبد الفتاح العماري من التجار المعروفين في العمارة، أما والدته فهي السيدة فاطمة خان بنت محمود نديم البكري من عوائل بغداد المعروفة. ولقد نشأ وترعرع في بغداد في محلة الإمام طه، وأكمل دراسته الأولية والثانوية في بغداد ثم التحق بكلية الطب الملكية العراقية، حيث كان من الدفعات الأولى في الكلية التي تم افتتاحها في الرابع من نيسان/أبريل من عام 1930. وكانت هي أول كلية طب في المملكة العراقية.
وفي بداية عقد الخمسينيات من القرن العشرين تزوج من الدكتورة منيرة البستاني وهي الأخرى من الطبيبات العراقيات الرائدات والمعروفات.
ولقد كان الدكتور عبد الجبار من الأطباء العراقيين الأوائل الذين عملوا في كلية الطب الملكية مع مؤسسها الطبيب الإنكليزي السير هاري سندرسن (Sir Harry Sinderson) والذي يعرف بسندرسن باشا فهو من أمثال الدكتور محمود الجليلي والدكتور إبراهيم الحيالي والدكتور ناجي مراد. لقد كان من اوائل العراقيين الذين حصلوا على عضوية كلية الأطباء مع فرحان باقر ومحمود الجليلي وإبراهيم الحيالي .
كان الدكتور عبد الجبار أحد ابرز اختصاصي الأمراض الصدرية في العراق والوطن العربي في الفترة بعد الحرب العالمية الثانية. ومما يعرف عنه ابتعاده عن النشاط السياسي.

## وفاته
وتوفي الدكتور عبد الجبار في بغداد عام 1413هـ/ 1993م.